# II. třída okresu Svitavy
II. třída okresu Svitavy je neprofesionální fotbalová liga České republiky, která tvoří společně s ostatními skupinami II. třídy osmou nejvyšší fotbalové soutěže v Česku. Je řízena Okresním fotbalovým svazem Svitavy. Hraje se každý rok od léta do jara se zimní přestávkou. Účastní se ji 14 týmů z okresu Svitavy, každý s každým hraje jednou na domácím hřišti a jednou na hřišti soupeře. Celkem se tedy hraje 26 kol. Vítězem se stává tým s nejvyšším počtem bodů v tabulce a postupuje do I. B třídy Pardubického kraje – skupiny A. Poslední dva týmy sestupují do III. třídy. Do II. třídy vždy postupuje vítězný a druhý tým z III. třídy, popř. vítězové dvou skupin III. třídy.

## Vítězové
| Ročník    | Vítězný tým                     |
| --------- | ------------------------------- |
| 1981/1982 | TJ Svitavy-Hradec               |
| 1982/1983 | TJ Slovan Moravská Třebová „B“  |
| 1983–1986 | ...                             |
| 1986/87   | TJ SK Jevíčko                   |
| 1987/88   | TJ Svitavy „B“                  |
| 1988/89   | TJ Sokol Městečko Trnávka       |
| 1989/90   | TJ Slavoj Svitavy-Lány          |
| 1990/91   | TJ Jaroměřice                   |
| 1991/92   | TJ Sokol Opatovec               |
| 1992/93   | TJ Sokol Pomezí                 |
| 1993–2003 | ...                             |
| 2003/2004 | SKP Slovan Moravská Třebová „B“ |
| 2004/2005 | TJ Sokol Dolní Újezd „B“        |
| 2005/2006 | FK Sebranice                    |
| 2006/2007 | SKP Slovan Moravská Třebová „B“ |
| 2007/2008 | TJ SK Jevíčko                   |
| 2008/2009 | TJ Sokol Březová nad Svitavou   |
| 2009/2010 | FK Sebranice                    |
| 2010/2011 | TJ Sokol Kunčina                |
| 2011/2012 | SKP Slovan Moravská Třebová „B“ |
| 2012/2013 | TJ Sokol Čistá                  |
| 2013/2014 | TJ Sokol Dlouhá Loučka          |
| 2014/2015 | TJ Horní Újezd                  |
| 2015/2016 | TJ Sokol Opatovec               |
| 2016/2017 | SKP Slovan Moravská Třebová „B“ |
| 2017/2018 | TJ Sokol Janov                  |
| 2018/2019 | TJ Sokol Březová nad Svitavou   |
| 2019/2020 | TJ Sokol Bystré                 |
| 2020/2021 | TJ Jaroměřice                   |